# Paul Gerson Unna
Paul Gerson Unna (Hamburgo, 8 de setembro de 1859 — Hamburgo, 29 de janeiro de 1929) foi um médico alemão responsável pelo desenvolvimento da dermatologia como especialidade médica.
Foi o fundador da Nivea multinacional fabricante de cosméticos. Foi o criador da Pasta de Unna, medicamento para tratamento de edemas, varizes e úlceras de pele. Trabalhou com Adolfo Lutz em Hamburgo.